# Celuloide
Celuloide é uma classe de compostos criados a partir da nitrocelulose e de cânfora, a que se adicionam corantes e outros agentes. Os celuloides são considerados os primeiros materiais termoplásticos. Em 1863, o norte-americano John Wesley Hyatt registrou a Parkesina, primeiro celuloide e primeiro plástico fabricado. O termo celuloide só passou a ser utilizado em 1870. Moldado com facilidade, o celuloide foi produzido originalmente como substituição para o marfim.

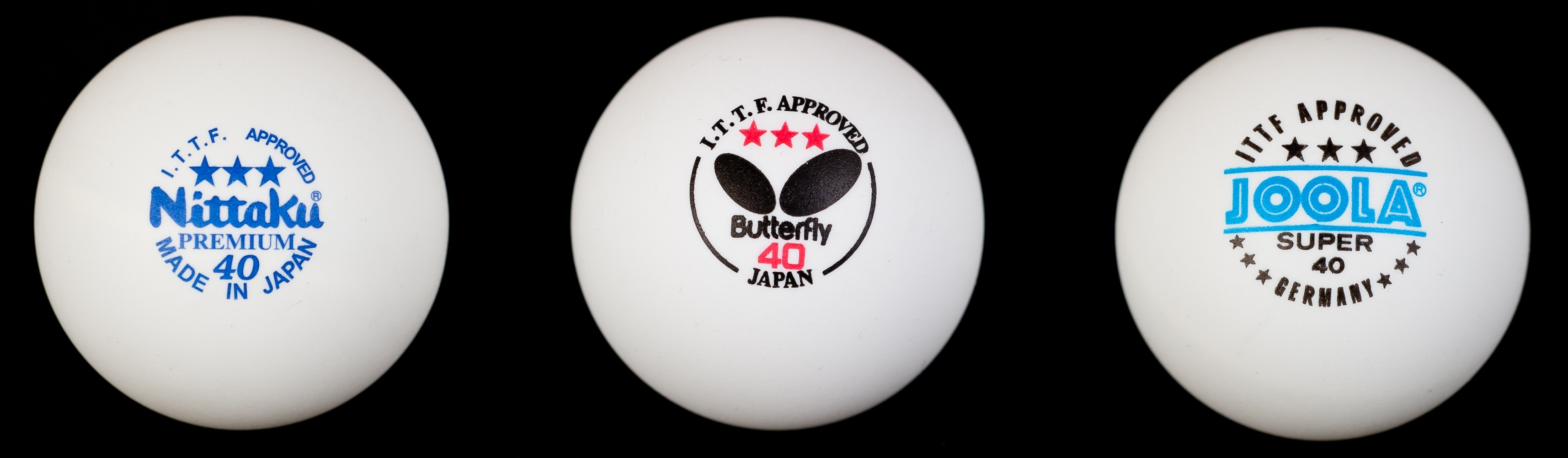
Bolas de tênis de mesa

Um de seus usos mais conhecidos é na indústria fotográfica e cinematográfica, na confecção das chamadas películas ou filmes. Historicamente, o primeiro celuloide utilizado em filmes foi o nitrato de celulose. No entanto, como este sofria combustão espontânea, a partir dos anos 1950 foi substituído pelo triacetato de celulose, menos inflamável, constituindo assim o chamado "filme de segurança" ("safety film" em inglês).
Os celuloides também são extensamente utilizados na manufatura de bolas de tênis de mesa, por sua rigidez e propriedades elásticas.